# میک مک‌کارتی
میک مک‌کارتی (انگلیسی: Mick McCarthy؛ زادهٔ ۷ فوریهٔ ۱۹۵۹) مربی، صاحب‌نظر و بازیکن پیشین فوتبال اهل ایرلند است که مربی‌گری باشگاه فوتبال  کاردیف سیتی را بر عهده داشت .